# سرير الغريبة
سرير الغريبة، مجموعة شعرية من مؤلفات الشاعر العربي الفلسطيني محمود درويش، صدرت في عام 1999، عن رياض الريس للكتب والنشر في بيروت، لبنان.